# Stubersheim
Stubersheim ist ein Teilort der Gemeinde Amstetten im Alb-Donau-Kreis in Baden-Württemberg.

## Geschichte

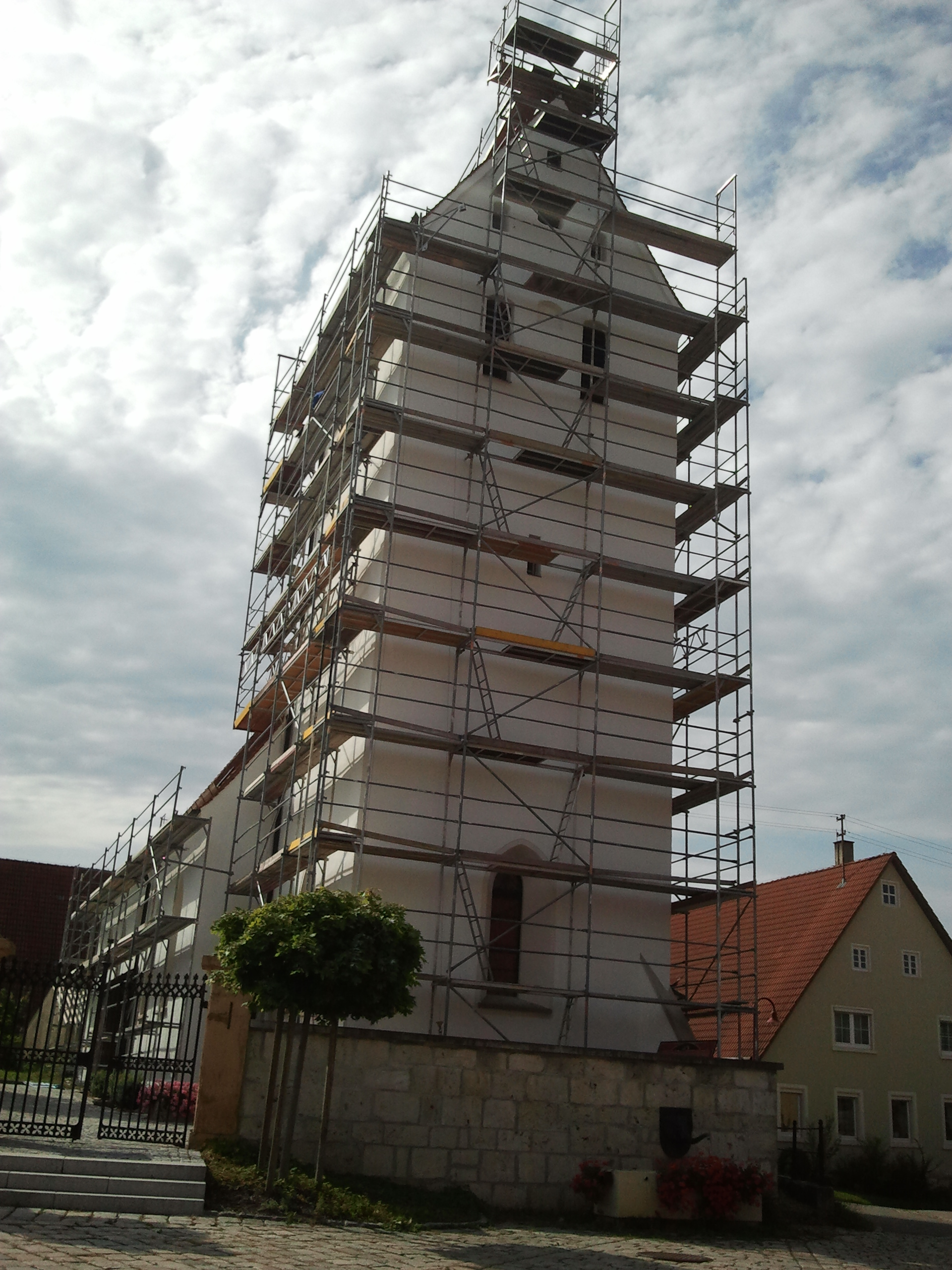
Johanneskirche in Stubersheim (2012)

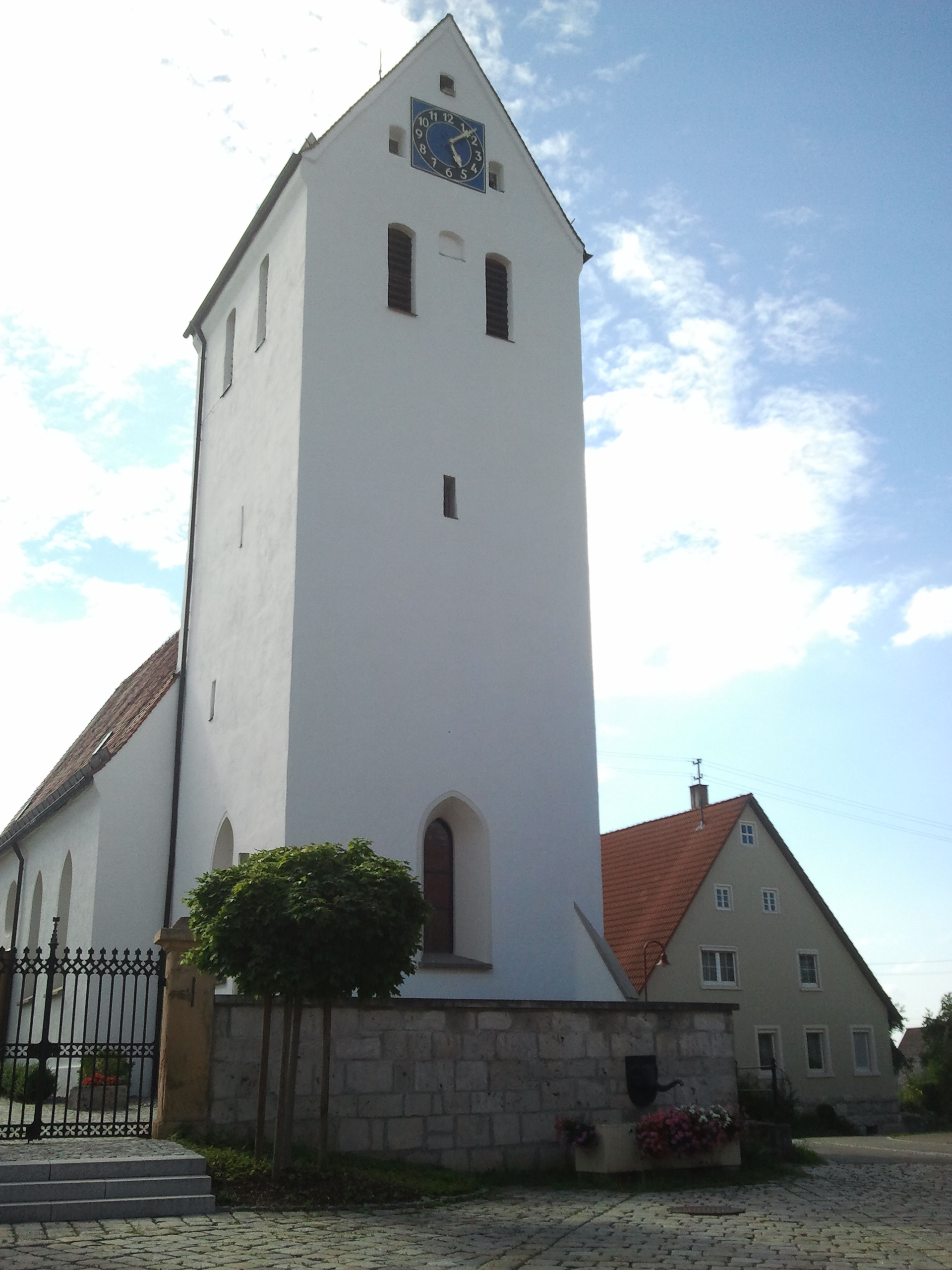
Johanneskirche in Stubersheim (2013)

Stubersheim wurde im 6. und 7. Jahrhundert von den Alemannen besiedelt.
Am 2. Mai 1092 fand Stubersheim erste urkundliche Erwähnung bei einer Schenkung an das Kloster Schaffhausen. Die Brüder Adelbert und Beringer werden als Zeugen in der Urkunde aufgeführt.
Im 12. und 13. Jahrhundert wird die Johanneskirche erbaut.
Für Stubersheim ist aus schriftlichen Quellen ein mittelalterlicher Adelssitz zu erschließen, der jedoch bald seine Bedeutung verloren hat. Er ist im östlichen Teil des Dorfes zu lokalisieren. Nach ihm benannten sich die Herren von Stubersheim, die dem Hochadel angehört haben dürften.
Zu Ulmer Zeiten war Stubersheim Sitz eines Vogtes. Stubersheim kam 1803 an Bayern, 1810 mit dem Grenzvertrag zwischen Bayern und Württemberg an Württemberg zum Oberamt Geislingen und 1938 zum Landkreis Ulm.
Die Gemeinde Stubersheim wurde am 1. März 1972 nach Amstetten eingegliedert.
In Stubersheim ist auf dem Gebiet der ehemaligen Gemeinde eine Ortschaft im Sinne der baden-württembergischen Gemeindeordnung mit eigenem Ortschaftsrat und eigenem Ortsvorsteher eingerichtet. Sie umfasst lediglich das Dorf Stubersheim.

## Bevölkerungsentwicklung
| - 1852: 297 - 1871: 323 - 1880: 334 - 1890: 328 - 1900: 292 - 1910: 312 - 1925: 295 - 1933: 313 | - 1939: 306 - 1950: 441 - 1956: 380 - 1961: 361 - 1970: 364 - 2011: 399 - 2018: 356 |

Jeweils Volkszählungsergebnisse bzw. Fortschreibung der Einwohnerzahlen. Die Zahlen beziehen sich auf das Gemeindegebiet mit Gebietsstand vom 27. Mai 1970.

## Wappen
Die Blasonierung des ehemaligen Gemeindewappens lautet: „In geteiltem Schild oben in Silber ein nach heraldisch links schreitender roter Elefant, unten ein schwarzes Feld.“

## Persönlichkeiten
- Benedictus Ducis (1492–1544), Pfarrer, Musiker, Komponist; zwischen 1533 und 1535 evangelischer Pfarrer in Stubersheim